# Gorki-9

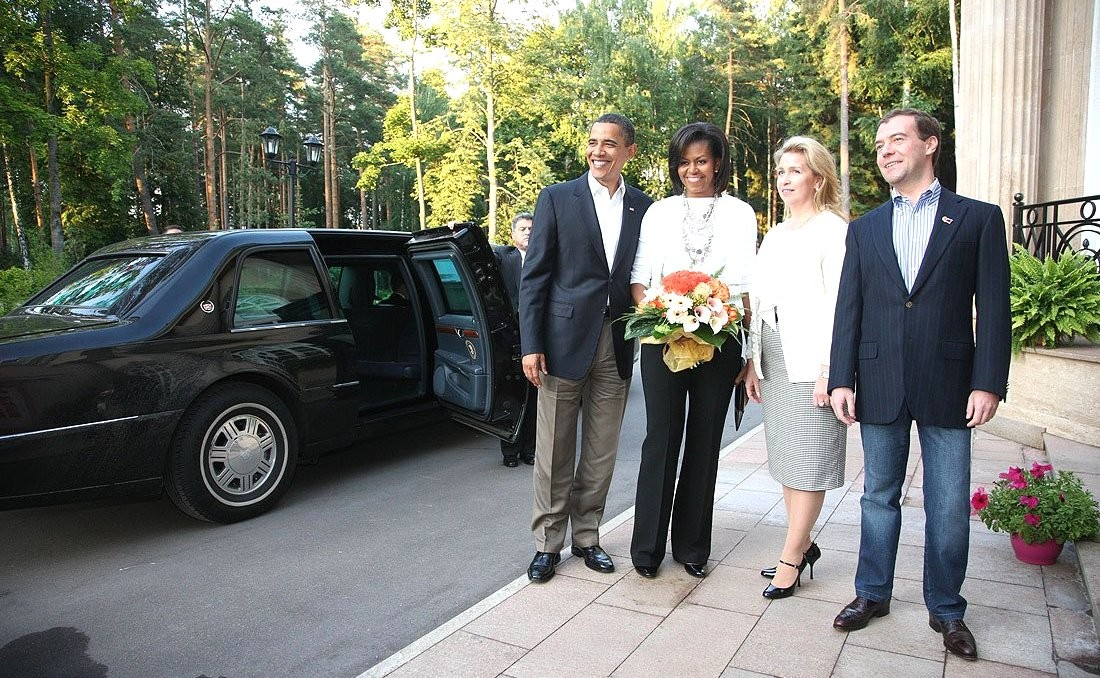
US- und russischer Präsident in Gorki-9 (2009)

Gorki-9 ist die Residenz von Dmitri Medwedew, ehemaliger Ministerpräsident von Russland, und früher des russischen Präsidenten Boris Jelzin.
Sie liegt an der Rubljowka westlich der Stadtgrenze von Moskau.